# Kazuyoshi Nomachi
Kazuyoshi Nomachi (野町和嘉, Nomachi Kazuyoshi) est un photographe japonais né en 1946.

## Biographie
Kazuyoshi Nomachi sillonne la planète et photographie avec patience et ferveur les rites religieux, les cérémonies mystiques, l'incarnation des valeurs spirituelles, et les manifestations de la foi sous toutes ses formes.
Il a photographié de nombreuses régions du monde : le Sahara, l'Éthiopie, l'Afrique du Nord, le Tibet, l'Arabie saoudite, l'Inde, les Andes. Il s'est converti à l'Islam au début des années 1990 ce qui lui a permis entre autres de pouvoir approcher au plus près le pèlerinage de la Mecque hajj (La Mecque étant interdite aux non-musulmans), et accéder à la Ka'ba, la grande construction en forme de cube noir qui se trouve au centre de la « Mosquée sacrée ».
Selon lui, « le XXIe siècle sera celui de la mondialisation et, par opposition, de la renaissance des religions aux quatre coins du monde, d'une redécouverte de l'identité culturelle par le biais de traditions religieuses millénaires ».